# Asamangulia
Asamangulia is een geslacht van kevers uit de familie bladkevers (Chrysomelidae).
De wetenschappelijke naam van het geslacht werd in 1915 gepubliceerd door Maulik.

## Soorten
- Asamangulia cuspidata (Maulik, 1915)
- Asamangulia horni Uhmann, 1927
- Asamangulia reticulata (Gressitt, 1938)
- Asamangulia tuberculosus (Motschulsky, 1861)
- Asamangulia wakkeri (Zehntner, 1896)
- Asamangulia yonakuni (Kimoto & Gressitt, 1966)